# Psilochorema nemorale
Psilochorema nemorale är en nattsländeart som beskrevs av Mcfarlane 1951. Psilochorema nemorale ingår i släktet Psilochorema och familjen Hydrobiosidae. Inga underarter finns listade i Catalogue of Life.